# Списак научних закона
Конзервативне процене указују да постоји 18 основних физичких закона у свемиру:

## Физика
- Амперов закон
- Архимедов закон
- Кулонов закон
- Први Кеплеров закон
- Други Кеплеров закон
- Трећи Кеплеров закон
- Штефан-Болцманов закон

## Хемија
- Авогадров закон
- Закон о дејству маса
- Закон сталних запреминских односа
- Закон сталних односа маса
- Закон одржања масе
- Оствалдов закон
- Закон умножених масених односа